# 駅弁刑事・神保徳之助
『駅弁刑事・神保徳之助』（えきべんでか じんぼとくのすけ）は、2007年から2017年までTBS系で放送された刑事ドラマシリーズ。全11回。主演は小林稔侍。
小林健との親子共演で注目される。本シリーズの本放送は、基本的に毎年ゴールデンウィークの時期に編成されているが、第6作・第7作・第9作は春、第11作は冬に放送されている。
放送枠は「月曜ゴールデン」（第1作 - 第9作）、「月曜名作劇場」（第10作 - 第11作）。

## あらすじ
日本中の駅弁を食べ歩くのが趣味な警視庁日暮里警察署のベテラン刑事神保徳之助、そんな名物刑事の務める管轄内で殺人事件が起こり、その捜査に日暮里署一同が捜査に入ろうとすると、警視庁捜査一課との合同調査を命じられる。その合同捜査の主任は、かつて徳之助の相棒だった同僚刑事で、徳之助との捜査中に殉職した北村の息子である祐介だった。
上司の澤本や、警視庁からの事件解決優先命令にはじめは恭順し、徳之助の独自捜査を快く思っていなかった祐介だったが、徳之助の真心と捜査方針、そして美奈子や事件関係者達に触れ合っていく中で徳之助への信頼と、父譲りの刑事の血に目覚め、そして地位と立場を越えての徳之助とのコンビで、二人は事件の真相に行き着いていく。

## 登場人物

### 警視庁日暮里警察署
神保徳之助
演 - 小林稔侍
刑事。階級は不詳。駅弁が大好き。
定年後に日本全国駅弁巡りの旅をすることを妻と約束していたが、その前に妻が亡くなり果たすことは出来なかった。その思いを込めてしばしば1人で駅弁巡りをしている。事件が起こると、捜査本部の指示とは関係ないような独断捜査をする事で同僚や捜査一課には良い顔をされないが、第一作以降の祐介には、その実力と刑事魂を知った事で慕われ、個人的な信頼の意味でもその独自捜査を任されている。
事件解決の鍵を握る人物にその土地名物の駅弁を差し出し、その人物の心を解きほぐしながら捜査を打開する情報を得る。
宮本修
演 - 松尾伴内
刑事。鑑識担当。独身で、美奈子に憧れている。出身は長野で実家は松本の老舗漬物店。
藤井直樹
演 - 大下源一郎（第2作 - ）
刑事。出身は箱根。
安達康平
演 - 岡本信人
刑事課長。澤本捜査一課長から直接、捜査の指示をされて、自分からは中々意見を出せない。徳之助の単独捜査を苦々しく思っているが、 署内では自前のマッサージ道具をいじっていたり、腹痛を起こしやすかったりする。
第4作では、いじめを受けていた息子が遠足に行った先で殺人事件に巻き込まれる。また息子とはコミュニケーションのすれ違いに悩んでいたが、徳之助の手助けを得て息子と和解する。

### 元日暮里署のメンバー
片桐信治
演 - 菅田俊（第1作 - 第3作）
刑事。高校時代野球部だった。第3作では強盗殺人事件の主犯として高校時代の友人が指名手配され、その真相を探ろうとする。
勝俣彬
演 - 松永博史（第1作）
刑事。
栗原冬樹
演 - 小野武彦（第1作 - 第4作）
署長。かつて徳之助や北村健作と同僚だった。

### 警視庁捜査一課
北村祐介
演 - 小林健（幼少期：宮城孔明〈第1作 - 第4作・第6作・第11作〉）
警視庁捜査一課3係を率いる係長。階級は警部。
徳之助の同僚で約30年前に殉職した刑事・北村健作の息子。幼少時代から、健作と同じ刑事になることを志す。当初は警察エリート官僚になった事で、捜査本部の方針に従わない徳之助に、そうした事が原因で父を喪ったと一時は憎むが、それが誤解であり、捜査本部には出来ない独自視点による調査事件関係者達の心を解きほぐして真相に迫る徳之助の真心と方針に触れて、その実力を認めるだけではなく、次第に亡き父の面影を徳之助にも重ね、思慕も抱いていくが、それ故に事件の中にあった警察の失態や、汚点を隠そうと事件解決を急ごうとする澤本から圧力をかけられることにもなる。
事件が全て解決した後に、立ち去る徳之助の背中を彼が敬礼で見送るラストシーンが、恒例となっている。またほぼ毎作、徳之助とともに、全力疾走する場面がある。
魚住義人
演 - 中根徹
警視庁捜査一課3係の刑事。祐介の部下。堀口ともども、本庁の権威を笠に所轄の面々を侮蔑するような言動が目立ち、時には上官である祐介をも、自分の出世の足がかりに程度にしか思わず、陰で小馬鹿にしているが総じて相手にされておらず、徳之助からもいなされている。普段は堀口と行動するが、日暮里署との合同捜査の場合は宮本とコンビを組むこともある。
しかし、事件を隠蔽しようとする圧力があっても、解決しなければならない使命感を持った時には、日暮里署との全面協力に全力を傾けるところがあるように、ただ出世を求める横柄なだけの人物では無い模様。
堀口貞文
演 - 井上康
警視庁捜査一課3係の刑事。祐介の部下。合同捜査の場合は藤井とコンビを組むこともある。
魚住よりは、多少は慎重な性格なようで、魚住ほど突っ走る傾向は無い。
一之瀬修一
演 - 市川亀治郎（第4作・第5作）
経歴：警視庁捜査一課（第4作）
→ 警視庁神宮前警察署（第5作）
澤本の命令で、祐介に代わり捜査一課3係を指揮した刑事。誤認逮捕した容疑者を証拠捏造をチラつかせてまで無理矢理自白させようとした卑劣な男。後にその強引過ぎるやり方を危険と判断した澤本に見切りをつけられあえなく左遷。異動先では周囲から距離をおき自暴自棄な生活を送る。これらの経緯から、祐介に屈折したライバル意識を抱いていた。
第5作では妻のまどかが殺人事件に巻き込まれたため、自らの立場からも極秘に捜査しようとしていたが、防犯カメラの画像から祐介に疑念を持たれることとなるも、徳之助と祐介の協力で事件を解決する。
澤本紀彦
演 - 西村まさ彦
警視庁捜査一課長。典型的な組織の保身を最優先にする中間管理職で、上層部や各省庁からの圧力や、マスコミ報道に対して過敏で、そうしたものを有耶無耶な形で消そうとする傾向が強い。
自分以外の人間を道具としてしか見ていない節があり、自分の役に立たないと判断すれば容赦なく切り捨てるヒラメ型人間。祐介に対しては一定の期待と信頼を寄せ、本心から気遣う素振りを見せるも、結局は駒の一つとしてしか見ておらず、強い正義感から何かと独走しがちな彼に左遷をちらつかせて釘をさすことも多いが、その妥協しない姿勢と事件解決した事に、上辺だけ褒めちぎる形になる。
また、徳之助に対しては独断行動を批判しつつも、「組織に必要な人間」として認めている。

### 警察関係者の親族
北村君子
演 - 麻里万里（第1作）
北村祐介の母で健作の妻。故人。
北村健作
演 - 鳴海剛（第1作 - 第6作）
北村祐介の父。殉職した元刑事。徳之助の親友で、彼を「駅弁刑事(人生という旅の途中で出会った、味わい深い奴という意味)」と評した。
安達淑子
演 - 松岡由美（第4作）
安達康平の妻。
安達孝昭
演 - 吉田翔（第4作）
安達康平と淑子の息子。
一之瀬まどか
演 - 伊藤裕子（第5作）
一之瀬修一の妻。
藤井直子
演 - 研ナオコ（第8作）
藤井直樹の母。土産物店店員。
宮本沙織
演 - 舟木幸（第9作）
宮本武晴の妻。宮本漬物店 女将。
宮本武晴
演 - 金田明夫（第9作）
宮本修の兄。宮本漬物店 店主。

### その他
工藤美奈子
演 - 遠藤久美子
経歴：グルメライター（第1作 - 第4作）
→ フリーライター（第5作 - ）
第6作ではグルメライターとフリーライターを兼任していると言って、徳之助に同行。駅弁フェアがあると、徳之助と駅弁を奪い合い、互いに徳ちゃん、美奈子ちゃんと呼び合う仲。捜査協力と称して事件に首を突っこみたがり、たびたび徳之助に諭されている（実際、危険な目にも遭っている）。

### ゲスト
第1作「旅情みちのく殺人紀行 下町の駅弁オヤジ&キャリア刑事凸凹コンビ結成!? 連続殺人犯は北へ向かった…7日間殺人トリックの真相」（2007年）
- 三上剛（世襲県会議員立候補者・天童東高等学校 卒業生） - 鼓太郎
- 河原大輔（元料亭「晃月」板前・天童東高等学校 卒業生） - 眞島秀和
- 天童東高等学校 事務員 - 小柳友貴美
- 坂巻（黒崎の元共同経営者） - 佐伯新
- 山名信光（無職） - 吉永雄紀
- 木下勝（神田組のチンピラ・天童東高等学校 卒業生） - 矢擬清春
- 安西真弓（麻美の姉・天童東高等学校 卒業生・故人） - 太田美恵
- 料亭「晃月」板長 - 菅野達也
- 天童将棋の駒彫り職人（天童東高等学校 卒業生） - 永田恵悟
- 新聞記者 - 山本大介
- 安西麻美（河原の元婚約者・土産物屋従業員） - 飯野めぐみ
- 黒崎良一郎（IT関連会社社長・天童東高等学校 卒業生） - 結城貴史
- 金井敦（前科者） - ダンカン
- 土産物屋店主 - あき竹城

第2作「慕情 会津殺人紀行・下町の駅弁オヤジ&若手エリート刑事が再び!! 殺人犯を追って2人は東北名物巡り!?」（2008年）
- 立花沙織（大垣総合病院 心理カウンセラー・哲夫の実母） - 鳥居かほり
- 佐川哲夫（しんごろう露店 販売員・沙織の実子） - 森廉（幼少期：相澤瑠星）
- 三枝真奈美（大垣総合病院 カウンセリングセンター助手） - 浅野麻衣子
- 大垣総合病院 職員 - 中丸シオン
- 仁美（大垣総合病院 職員） - 灰谷えみ
- 公安刑事 - 夏井貴浩
- 沙織の患者 - 笠木泉
- 大垣総合病院 職員 - 永田良輔
- 出稼ぎ労働者 - 原武昭彦
- 露天商のおじさん - 竹之内啓喜
- 大内宿店主 - 二瓶鮫一
- 佐藤（アパート管理人） - 花王おさむ
- 大垣一郎（大垣総合病院 院長） - 津村鷹志
- 岩永靖（真奈美の恋人・世界グルメライター） - 大河内浩
- 石塚吾郎（大垣総合病院 室長・元院長秘書） - 松田洋治

第3作「春の房総殺人事件 失踪した夫と消えた3千万円…強盗殺人事件のカギはアサリ弁当と空白の6年間に!!」（2009年）
- 島内義明（イベント会社「島内企画」社長・片桐信治の友人） - 菅原大吉
- 谷田恒夫（前科者） - 松田賢二
- 塚原由香里（谷田の恋人・ファミレスウェイトレス） - 梅宮万紗子
- 矢島（矢島金融 元社長・故人） - 内田恵司
- 刑事 - 大西武志、堀文明
- 磯野雪江（さやかの母・故人） - 今本洋子
- 外川駅の弁当売り - 菊地由希子
- 警官 - 外間勝
- 轟隆俊（仕出し弁当「とどろき屋」店主・片桐信治の友人） - つまみ枝豆
- 平林賢治（指名手配犯） - 武発史郎
- 平林さやか（平林の妻・仕出し弁当「とどろき屋」従業員） - 朝加真由美

第4作「古都鎌倉殺人篇 庶民の敵「偽装表示」の卑劣なトリック!! 無残に引き裂かれた親子の愛を救え」（2010年）
- 重村幸一（弁当屋「重いち」経営・太陽流通グループ 元社員） - 金山一彦
- 三枝里美（重村の元妻・太陽流通グループ 食品管理部長） - 中島史恵
- 飯塚俊夫（太陽流通グループ 営業部長） - 黒部幸英
- 三枝一樹（里美の息子） - 中村咲哉
- 戸田山幸春（太陽流通グループ 社長） - 穂積隆信
- 石黒光彦（印刷会社社長） - 島田洋八

第5作「軽井沢峠の釜めしに亡き妻との想い出…ビデオテープに残った妻の映像！最愛の妻は殺人犯か？夫は刑事…苦悩の追跡・引き裂かれた夫婦愛」（2011年）
- 掛川幸雄（郷田の秘書） - 中山峻
- 井口俊彦（高林のアシスタント） - 平野靖幸
- 石橋真紀子（事務員） - 神農幸
- 郷田圭吾（国会議員） - 内田勝正
- 高林満（空間デザイナー） - 山田純大

第6作「日光人情編〜愛と愛が引き起こした殺人事件!! 真相の影に恩師の姿!? 日光の街を徳之助が走る」（2012年）
- 里見真理子（女優） - 遠野なぎこ
- 磯山隆志（里見の秘書） - デビット伊東
- 日光栃の木学園 事務長 - 田根楽子
- アウトロ出版社 編集長 - 山崎まさや
- 金井稔（フリージャーナリスト） - 武田義晴
- 鈴木健太（日光栃の木学園 児童・中学生） - 田中樹（ジャニーズJr.）
- 「スナックかず」ママ - 福井裕子
- 覚醒剤の売人 - 黒石高大
- 記者 - 恩田括
- 畑野恒彦（栃木県警日光北警察署 刑事） - 井上純一
- 松永靖男（フリージャーナリスト） - 湯江健幸
- 里見耕作（真理子の夫・代議士） - 野村宏伸
- 大泉正敏（土産物屋「大泉堂」主人・元警視庁警察学校 教官） - 平泉成

第7作「大井川人情編〜官僚殺し犯の遺体！絡み合う連続殺人!! 鍵は鉄道少年!? 徳之助が熱い絆を胸に戦う!!」（2013年）
- 河原千鶴（河原の妻） - 田丸麻紀
- 石黒大二郎（財務省官僚） - 今井朋彦
- 峰岸安信（雪乃の秘書） - 曽根悠多
- 矢沢秀弘（前科者） - 兼松若人
- 岩原安信（ラーメン「まんぷく」店主・前科者） - 伊藤直人
- 富成省吾（前科者） - 南優
- 河原敏春（河原と千鶴の息子） - 井上瑞稀（ジャニーズJr.）
- 石黒隼人（石黒の息子） - 倉本郁（ジャニーズJr.）
- 木村裕子（鉄道アイドル） - 木村裕子（本人役）
- 河原武敏（元財務省官僚・故人） - 長谷川朝晴
- 宝生雪乃（民自党代議士・元財務省官僚） - 美保純

第8作「箱根湯本人情編〜振り込め詐欺で実行犯が次々と殺される…！容疑者は最愛の息子？破られた約束に母は涙 徳之助が説く人の道」（2014年）
- 夏目あずさ（警視庁捜査二課 係長・警察庁次長の娘） - 北川弘美
- 坂口真一（みゆきの兄・交通誘導員） - 金井勇太（少年期：酒井天満）
- 坂口みゆき（真一の妹・はこね信用金庫 職員） - 多岐川華子
- 福留麻利子（武田の恋人・伊崎食品工業 社員） - 小野真弓
- 富岡正弘（みゆきの婚約者・はこね信用金庫 職員） - 篠田光亮
- 児玉大悟（クラブ経営者） - 秋山真太郎
- 武田克俊（振り込め詐欺犯） - 牛丸亮
- 刑事 - 相田雄一郎
- 騙されるおばあさん - 篠塚登紀子
- 坂口由布子（真一とみゆきの母・土産物店店員・振り込め詐欺の被害者） - 山口果林

第9作「信州松本人情編〜あずさに乗った見合い相手が10年前の殺人事件の容疑者に!! 老舗漬物店の兄弟愛が女の心を癒やす」（2015年）
- 安西留美子（安西美容研究所 社長） - 遊井亮子
- 吉永雅美（宮本漬物店 店員・宮本修の見合い相手） - 川村ゆきえ
- 高田洋一（タカダロイヤルフーズ 社長） - 國本鍾建
- ウォーキングの女性 - 真下有紀
- 永峰夫妻の知り合い - 小柳友貴美
- 佐竹靖（日本理工大学 元研究助手・故人） - 松林慎司
- 柏原徹（留美子のボディーガード） - 井上雅稀
- チンピラ - 吉野晃弘
- 土居の同級生 - 堀田勝
- 武藤正則（日本理工大学 元助教授・10年前死亡） - 流川広司
- 土居実（不二運送 元アルバイト） - 斉藤祥太
- 藤堂高志（留美子の秘書） - RIKIYA

第10作「近江八幡人情編〜血で染まる琵琶湖！女性政治家と殺人者…美しすぎる二人を繋ぐ手作りのブローチ！誰にも言えない！15年前の惨劇」（2016年）
- 胡桃沢靖枝（簾職人・15年前に白石を殺害した元服役囚） - 上原多香子
- 小笠原真弓（東京都議会議員・靖枝の幼馴染） - 黛英里佳
- 平田まどか（ジャーナリスト） - 大路恵美
- 佐々山和弘（真弓の後援会長） - 仁科貴
- 百瀬次郎（本編冒頭の指名手配犯） - ヒロシ
- 藤堂勝（真弓の秘書） - 山中アラタ
- 記者 - 水沢朋美、落合萌
- 白石拓也（15年前の殺人被害者） - 澤村清隆
- 警視庁日暮里警察署 婦警 - ともこ
- お土産店店員 - 小酒井円葉
- 15年前の警官 - 野口倹太
- 望月義昭（伝統工芸館「白雲館」館長・神保徳之助の元同僚刑事） - 泉谷しげる

第11作「雪のトロッコ殺人紀行〜白銀の群馬わたらせ鉄道18番目の駅！30年来の親友を殺害！残された山うなぎ弁当の真相 キャリア刑事と下町の駅弁オタクが悪を斬る！」（2017年）
- 草野早苗（水島化工製作所 事務員） - 古村比呂
- 五十嵐和也（妻と娘を交通事故で亡くした被害者遺族） - 池内万作
- 菅原武弘（東日化学 社長） - 大河内浩
- 草野翔太（早苗の息子） - 林一敬
- 福沢仁志（東日化学 総務部長） - 清水一彰
- 小出真紀子（東日化学 社長秘書） - 米田弥央
- 秀樹（翔太の不良仲間） - 池本啓太
- 竜一（翔太の不良仲間） - 中村祐一朗
- 寺の看守 - あずみ昌宏
- 群馬県みどり市上神梅町の町民 - 猫田直
- 草野のアパートの隣人 - 由夏
- 水島化工製作所 従業員 - 池原猛
- ヤマちゃん（水島に土産をもらったお返しをする） - 中澤功
- 水島化工製作所 従業員 - 二神光
- 初瀬智久（東日化学の顧問弁護士・群馬県みどり市上神梅町出身） - 正名僕蔵（中学生：鈴木啓）
- 水島茂則（水島化工製作所 社長・群馬県みどり市上神梅町出身・30年前 初瀬と2人で東京に上京） - 松村雄基（中学生：吉河颯人）

## スタッフ
- 編成 - 寺島麻由（第1作 - 第3作）、高橋正尚（第4作）、永山由紀子（第5作・第6作・第9作・第10作）、藤岡繁樹（第6作 - 第8作）、石橋孝之（第11作）
- 脚本 - 深沢正樹
- 演出 - 吉村達矢（第1作・第2作）、上野貴弘（第3作 - 第10作）、山田光広（第11作）
- プロデューサー - 大川博史
- 制作 - Joker、TBS

## 放送日程
- 第6作では2011年4月20日にJR東日本企画のロケーションサービスにより日光線車内および日光駅での野外撮影が行われた。

| 話数 | 放送日        | サブタイトル | 脚本     | 演出     | 視聴率 |
| ---- | ------------- | --- | -------- | -------- | ------ |
| 1    | 2007年4月30日 | 旅情みちのく殺人紀行 下町の駅弁オヤジ&キャリア刑事凸凹コンビ結成!? 連続殺人犯は北へ向かった…7日間殺人トリックの真相                                | 深沢正樹 | 吉村達矢 | 17.0%  |
| 2    | 2008年5月05日 | 慕情会津殺人紀行・下町の駅弁オヤジ%若手エリート刑事が再び!! 殺人犯を追って2人は東北名物巡り!?                                                      | 深沢正樹 | 吉村達矢 | 13.8%  |
| 3    | 2009年5月04日 | 春の房総殺人事件 失踪した夫と消えた3千万円… 強盗殺人事件のカギはアサリ弁当と空白の6年間に!!                                                        | 深沢正樹 | 上野貴弘 | 12.2%  |
| 4    | 2010年5月03日 | 古都鎌倉殺人篇 庶民の敵「偽装表示」の卑劣なトリック!! 無残に引き裂かれた親子の愛を救え                                                             | 深沢正樹 | 上野貴弘 | 12.7%  |
| 5    | 2011年5月02日 | 軽井沢峠の釜めしに亡き妻との想い出…ビデオテープに残った妻の映像！ 最愛の妻は殺人犯か？夫は刑事…苦悩の追跡・引き裂かれた夫婦愛                      | 深沢正樹 | 上野貴弘 | 11.1%  |
| 6    | 2012年4月02日 | 日光人情編〜愛と愛が引き起こした殺人事件!! 真相の影に恩師の姿!? 日光の街を徳之助が走る                                                             | 深沢正樹 | 上野貴弘 | 13.9%  |
| 7    | 2013年5月13日 | 大井川人情編〜官僚殺し犯の遺体！絡み合う連続殺人!! 鍵は鉄道少年!? 徳之助が熱い絆を胸に戦う!!                                                       | 深沢正樹 | 上野貴弘 | 13.1%  |
| 8    | 2014年5月05日 | 箱根湯本人情編〜振り込め詐欺で実行犯が次々と殺される…！ 容疑者は最愛の息子？破られた約束に母は涙 徳之助が説く人の道                                | 深沢正樹 | 上野貴弘 | 11.8%  |
| 9    | 2015年5月11日 | 信州松本人情編〜あずさに乗った見合い相手が10年前の殺人事件の容疑者に!! 老舗漬物店の兄弟愛が女の心を癒やす                                          | 深沢正樹 | 上野貴弘 | 10.1%  |
| 10   | 2016年5月02日 | 近江八幡人情編〜血で染まる琵琶湖！ 女性政治家と殺人者…美しすぎる二人を繋ぐ手作りのブローチ！ 誰にも言えない！15年前の惨劇                          | 深沢正樹 | 上野貴弘 |        |
| 11   | 2017年1月30日 | 雪のトロッコ殺人紀行〜白銀の群馬わたらせ鉄道18番目の駅！ 30年来の親友を殺害！残された山うなぎ弁当の真相 キャリア刑事と下町の駅弁オタクが悪を斬る！ | 深沢正樹 | 山田光広 |        |

- 視聴率はビデオリサーチ調べ、関東地区・世帯